# Мусульманское татарское кладбище (Варшава)
Мусульманское татарское кладбище (тат. Мөселман татар зираты, пол. Muzułmański Cmentarz Tatarski) — историческое кладбище, расположенное в Варшаве в районе Воля на улице Татарской.
В июле 2014 года кладбище было признано памятником истории вместе с другими рядом находящимися некрополями.

## История

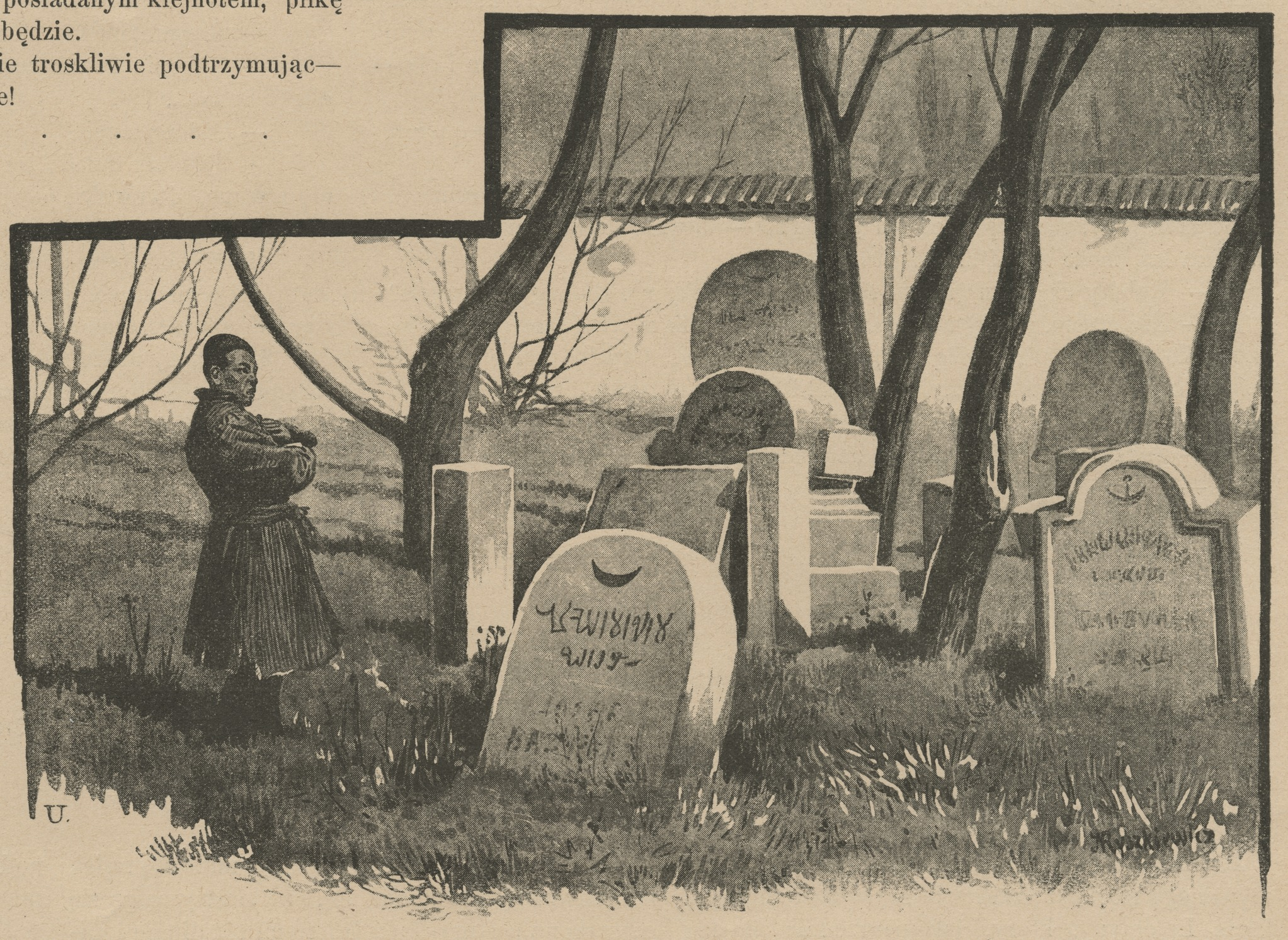
На гравюре 1892 года

Кладбище было основано в 1867 году по инициативе Варшавского имама Сайфутдина Хусаинова Синнаева, в связи с закрытием «Кавказского» кладбища на улице Млынарской.
Изначально оно имело площадь около 0,5 гектара, сейчас составляет примерно 1 гектар.
Поначалу там хоронили в основном солдат-мусульман армии Российской империи, проживавших в Варшаве. В основном это были польско-литовские татары, предки которых поступили на службу в Великое княжество Литовское. Позже здесь начали хоронить и остальных мусульман. В конце XIX века кладбище было разделено на участки для богатых (справа) и бедняков (слева). Позднее это разделение было отменено по инициативе имама Варшавы.Здесь похоронены русские солдаты и воины-мусульмане, погибшие в немецком плену во время Первой мировой войны. Во время Второй мировой войны кладбище было разрушено немцами (в 1942 году на территорию кладбища, спасаясь от атаки советских войск, прошли немецкие танки и другая бронетехника, в 1944 году, во время Варшавского восстания, на этом участке происходили жестокие бои).
Самые старые могилы сейчас расположены слева от здания администрации.
В 1984 году некрополь был внесен в Реестр памятников.

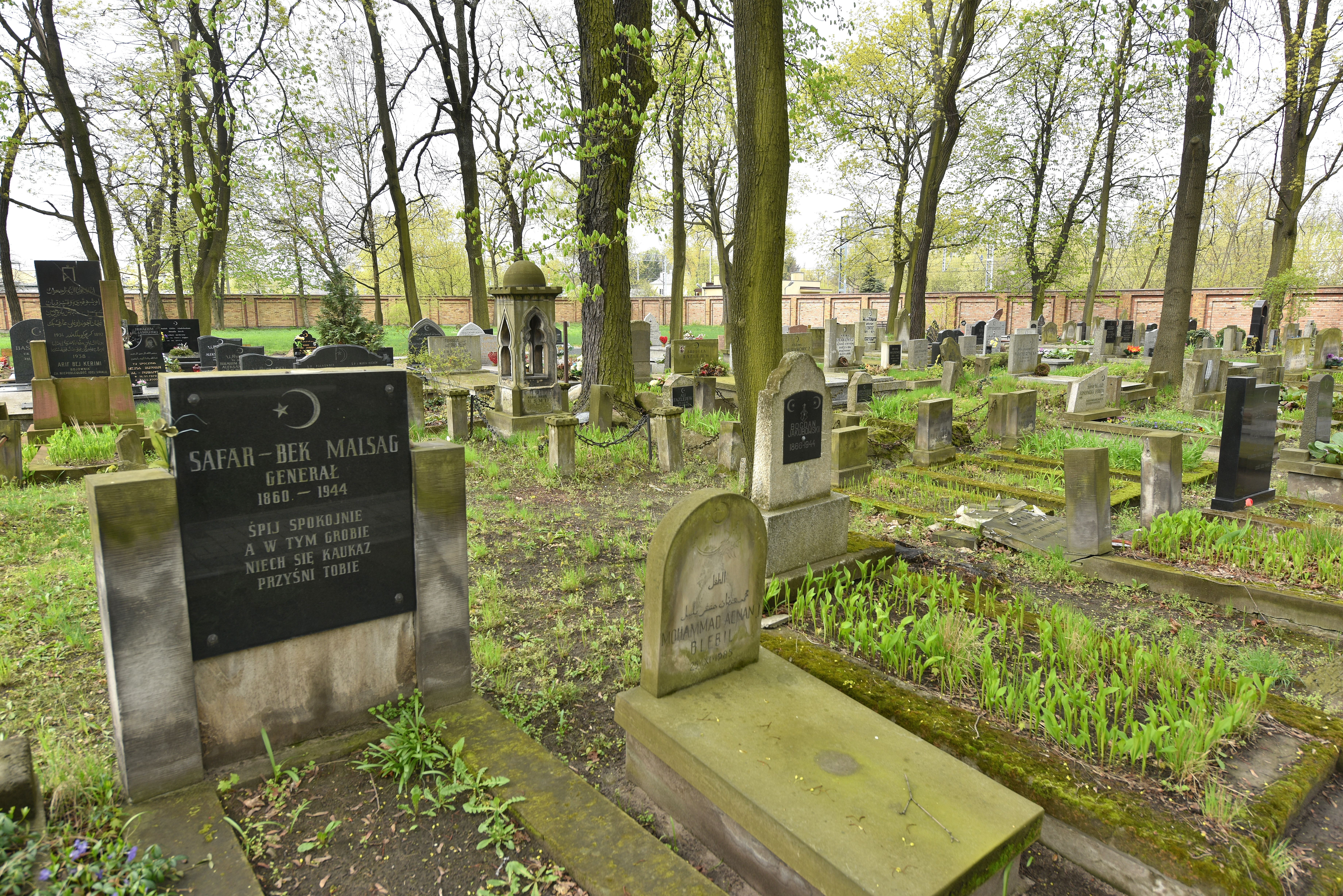
Вид кладбища. На переднем плане могила С. Т. Мальсагова

## Похороненные на кладбище
На кладбище похоронены многие заслуженные мусульмане Польши. Среди них:
- Александр Ахматович (1944, перезахоронение) — юрист, министр юстиции в правительстве Крыма и Центральной Литвы, польский сенатор
- Осман Ахматович (1988) — химик, профессор Варшавского университета, председатель комитета по строительству мечети в Варшаве
- Константин Байрашевский (1955) — юрист
- Мунир Буамран (2004) — звуко и фоторедактор из Алжира
- Ежи Эдигей (1983) — юрист, общественный деятель, автор детективных романов
- Бекир Эксанов (1974) — варшавский имам
- Зариф Эксанов (1951) — варшавский имам
- Хусаин Мухаммед Хасан (2020) — доктор медицинских наук, почетный консул Польши в Судане
- Александр Ельяшевич (1978) — майор, кавалер ордена «Virtuti militari», последний командир 1-го татарского эскадрона 4-го уланского полка Виленского гарнизона
- Зенон Кричинский (1953) — полковник
- Сафар-Бек Мальсаг (1944) — генерал-майор
- Константин Мурза-Мурзич (1953) — юрист, судья, сотрудник Главного управления государственных архивов,
- Рустам Морза-Мурзич (1980) — офицер татарского эскадрона, кавалер ордена «Virtuti militari»
- Бекир Родкевич — имам (1987)
- Вели-бек Едигаров (1991, перезахоронение) — российский, азербайджанский и польский военный деятель
- Исрафил-бек Едигаров —  российский, грузинский и польский военный деятель.